# Křez
Křez (Diplotaxis) je rod planě rostoucích rostlin z čeledi brukvovitých. Pochází z Evropy, jihozápadní Asie a z oblastí přilehlých ke Středomoří, rozšířen je v mírném pásu na všech kontinentech. Je tvořen 25 až 30 druhy, v České republice rostou pouze dva: křez tenkolistý a křez zední.

## Popis
Jednoroční až vytrvalé rostliny s pevnými lodyhami, u báze někdy dřevnatějícími, které vyrůstají z mnohohlavého kůlovitého kořene. Lodyhy, holé nebo porostlé jednoduchými chlupy, jsou přímé nebo postupně vztyčené, většinou rozvětvené. Přízemní řapíkaté listy bez palistů rostoucí v růžici bývají peřenolaločné nebo peřenodílné, lodyžní jsou obdobného tvaru jen s menším počtem úkrojků nebo řídce i celokrajné a někdy i přisedlé. Rostliny obsahují hořčičné oleje a po poranění typicky zapáchají.
Na vrcholech lodyh vyrůstají mnohokvětá hroznovitá květenství prodlužující se při dozrávání plodů, jsou tvořena z voňavých čtyřčetných oboupohlavných květů obvykle se stopkami. Volné kališní lístky vyrůstající ve dvou přeslenech jsou obvykle podlouhlé a vztyčené. Bílé nebo žluté (i nafialovělé) korunní lístky rostoucí v jednom přeslenu jsou podlouhlé nebo obvejčité s oblými nebo plytce vykrojenými konci a vždy delší než kališní. Ve dvou kruzích vyrůstá šest tyčinek, čtyři vnitřní a dvě vnější, jsou nestejně dlouhé a nesou podlouhlé až vejčité prašníky pukající podélně. Nektarové žlázky (boční a střední) jsou čtyři. Gyneceum je tvořeno dvěma plodolisty, válcovitý dvoudílný semeník s nepravou přepážkou mívá 16 až 260 vajíček a má krátkou čnělku s kulovitou nebo dvoulaločnou bliznou. Placentace je nástěnná.
Plody jsou kulovité nebo jen mírně zploštělé, podlouhlé, pukající šešule až 6 cm dlouhé s krátkým kuželovitým zobáčkem. Jsou přisedlé k vřetenu nebo vyrůstají na vztyčených či převislých stopkách. Bývají jedno nebo dvoudílné, otvírají se plochými, jednožilovými chlopněmi. Elipsoidní neb vejčitá bezkřídlá semena jsou uložena v pouzdrech ve dvou řadách, osemení mají hladká nebo jemně mřížkovaná, obvykle mírně slizovatí.

## Význam
Některé druhy (např. Diplotaxis muralis, Diplotaxis tenuifolia) jsou považovány za nepříliš škodlivý plevel, jiné (např. Diplotaxis duveyrierana, Diplotaxis harra) jsou občas používány jako zelenina.